# La Castellana (Bogotá)
El Barrio La Castellana es un barrio del noroccidente de Bogotá (Colombia), en la localidad de Barrios Unidos.

## Límites
- Norte: Avenida Calle 100
- Sur: Calle 88, Canal de Rionegro y la Escuela Militar de Cadetes General José María Córdova.
- Oriente: Autopista Norte (Carrera 45) y Avenida NQS (Dg 92 - AK 30)
- Occidente Avenida Suba (Carrera 50 - Transversal 55)

## Geografía
Territorio totalmente plano y urbano con un eje de bosque centrado en el Canal de El Virrey, del cual sirve de límite sur del barrio.

## Historia
El territorio fue parte de la Hacienda El Vergel, que era aledaña a los límites con el municipio de Suba. La urbanización de esta zona comenzó a finales de los años 40s con la construcción del Laboratorio Hormona (En la actualidad Pfizer Colombia), a mediados de la década de 1950 aparecieron las primeras construcciones residenciales, siendo la empresa Inversiones Bogotá la responsable de su edificación. Actualmente es un barrio de servicios comerciales y de oficinas a pesar de que se mantiene su propósito original residencial.

## Características
Es un barrio residencial que ha conocido varios cambios arquitectónicos en los últimos treinta años. Cuenta con una larga oferta de servicios, como supermercados Olímpica en las calles 95, 100 y sierra.
La oferta de transporte es muy alta, cuenta con cinco estaciones de TransMilenio que limitan con el barrio, Rionegro, Av. Suba Calle 100 y Av. Suba Calle 95 hacia el occidente (Avenida Suba), Calle 100 - Marketmedios hacia el oriente (Autopista Norte),  La Castellana hacia el sur (Avenida NQS) y dos estaciones más en construcción hacia el norte (Avenida Calle 100 - Carrera 68). Además, una de las estaciones del metro de Bogotá que quedará al nororiente del barrio, al igual que la estación final del Regiotram. Lo que convierte a este zona en el barrio con mayor número de estaciones de Transmilenio en la ciudad y uno de los barrios con mayor oferta de transporte  público. Adicionalmente hay varias rutas de buses y busetas que sirven a la comunidad castellanesca, principalmente por la avenida Suba, la autopista Nororiental y la calle 100.

## Sitios de interés
- Teatro Nacional La Castellana: Está ubicado en la calle 95 con carrera 47. Es uno de los teatros más tradicionales de Bogotá.
- Iglesia El Lugar de Su Presencia: Está ubicada al costado oriental de la estación de Transmilenio Suba Calle 95.
- Parroquia San José de Calasanz está ubicada en la Av. Paseo de los Libertadores frente a la estación Calle 100 - Marketmedios.
- Parroquia Santa María Goretti está ubicada en la Carrera 47 con Calle 94.
- Laboratorios Pfizer Colombia está ubicado sobre la Av Suba
- Iglesia Filadelfia LA LUZ: Está ubicada en la Carrera 49b #91-91. A dos cuadras del costado oriental de la estación de Transmilenio Rionegro (Av. Suba - Cl. 93)